# Бодиско, Василий Константинович
Василий Константинович Бодиско (1826—1873) — якутский гражданский губернатор. Действительный статский советник.

## Биография
Родился 31 октября (12 ноября) 1826 года. Происходил из потомственных дворян Санкт-Петербургской губернии рода Бодиско; отец — отставной майор, коллежский советник Константин Андреевич Бодиско (1791—1860). Его двоюродным братом был Т. Н. Грановский. Кроме Василия в семье было ещё четверо детей: старшая сестра Елена (1825—1904) — замужем за А. В. Станкевичем; братья — Николай (1827—?), Евгений (1828—?), Константин (1831—1902).
Получил первоначальное домашнее образование и затем учился на юридическом факультете Московского университета (своекоштным студентом), который окончил в 1849 году со степенью кандидата прав.
Некоторое время служил в канцеляриях губернаторов в Петербурге и в Москве, затем уехал в Америку, где его дядя А. А. Бодиско был посланником в Вашингтоне и в 1854—1855 годах  работал в Главном управлении Российско-Американской компании. Очерки своих путешествий по Америке Бодиско опубликовал в «Современнике» (1856. — № 3—6). Переписывался с А. И. Герценом и, возвращаясь в 1855 году в Россию, Бодиско заехал в Лондон, и с ним Герцен передал письмо московским друзьям.
С 1856 года по приглашению генерал-губернатора Восточной Сибири Н. Н. Муравьева-Амурского он служил чиновником особых поручений при Приморском губернаторе, в Николаевске-на-Амуре; через 5 лет был прикомандирован к русскому посланнику в Китае Е. В. Путятину.
В 1866 году В. К. Бодиско был назначен членом Совета Главного управления Восточной Сибири, в период с 22 ноября 1868 по 24 декабря 1869 год занимал должность Якутского гражданского губернатора; 22 ноября 1868 года был произведён в действительный статские советники; вышел в отставку. Был награждён орденами: Св. Станислава 2-й ст. (1859; императорская корона к ордену — 1862), Св. Анны 2-й ст. (1865), Св. Владимира 3-й ст. (1867).
Умер в Санкт-Петербурге 18 (30) июля 1873 года. Похоронен в Полежаевской церкви на Тихвинском кладбище Александро-Невской лавры.
Был женат на Надежде Владимировне Геблер (1844—1887). Их дочь: Елена Васильевна Бодиско (1862—1930).